# Blanca, operaria
Blanca, operaria es el capítulo veintiuno de la segunda temporada de la serie de televisión argentina Mujeres asesinas. Este episodio se estrenó el día 29 de agosto de 2006.
Este episodio fue protagonizado por María Valenzuela, en el papel de asesina. Coprotagonizado por Alejandra Flechner y Carlos Portaluppi. Y las participaciones de Manuel Vicente y Susana Ortiz.

## Desarrollo

### Trama
Blanca (María Valenzuela) es una obrera de una planta pesquera, sumisa y humilde, que vive la rutina como una constante pesadilla que no termina nunca. Cuando sale del trabajo tiene que lidiar con la realidad de un marido desocupado y de una casa por mantener. Sandra (Alejandra Flechner) examiga y jefa de Blanca en la planta, mantiene relaciones con Julio (Carlos Portaluppi), el responsable del lugar. Julio siente atracción por Blanca y cuando Sandra descubre esto, comienzan los problemas para Blanca. Los abusos de poder y las humillaciones se vuelven constantes. La despiden sin darle un centavo, y la solución que encuentra Blanca es matar a Sandra. Lo hace con un cuchillo que clava en su pecho, matándola en ese instante.

### Condena
Blanca D. fue acusada por homicidio simple. Sus defensores intentaron probar que actuó por emoción violenta pero no lo consiguieron. Fue condenada a 9 años de prisión pero salió en libertad dos años antes. Se mudó de provincia y trabaja en Mendoza, en la cocina del restaurante de unos familiares.

## Elenco
- María Valenzuela
- Alejandra Flechner
- Carlos Portaluppi
- Manuel Vicente
- Susana Ortiz

## Adaptaciones
- Mujeres asesinas (Colombia): Blanca, la operaria - Carolina Gómez
- Mujeres asesinas (México): María, pescadera - María Sorté